# Védolizumab
Le védolizumab est un anticorps monoclonal dirigé contre l'intégrine α4β7 et utilisé dans le traitement des maladies inflammatoires chroniques intestinales.

## Mode d'action
Il a une action proche du natalizumab, autre inhibiteur d'intégrine mais sans action ailleurs qu'au niveau du tube digestif, ce qui élimine théoriquement le risque de leucoencéphalopathie multifocale progressive. Par ce biais, il bloque la migration des leucocytes dans le tube digestif.

## Efficacité
Dans la rectocolite hémorragique et la maladie de Crohn, il permet une meilleure stabilisation des poussées qu'un placebo. Il est, en particulier, plus efficace que l'adalimumab en cas de rectocolite.

## Situation administrative
Le védolizumab bénéficie d'une autorisation de mise sur le marché européenne en date du 22 mai 2014 ( EU/1/14/923/001) sous le nom de spécialité ENTYVIO appartenant au laboratoire TAKEDA PHARMA A/S.
La prescription est réservée aux spécialistes de service gastro-entérologie et de médecine interne. Il est délivré exclusivement par les pharmacies hospitalières. Il n'est pris en charge par l'assurance-maladie dans les deux cas suivants
– 1- traitement de la rectocolite hémorragique active modérée à sévère uniquement chez les patients en échec (réponse insuffisante, perte de réponse ou intolérance) des corticoïdes, des immunosuppresseurs et des anti-TNF ;
– 2- traitement de la maladie de Crohn active modérée à sévère uniquement chez les patients en échec (réponse insuffisante, perte de réponse ou intolérance) des corticoïdes, des immunosuppresseurs et des anti-TNF.